# Per capita
Per capita är latin med betydelsen "per person", ordagrant "efter huvuden", och används ofta i statistiska sammanhang för att göra jämförelser, exempelvis BNP per capita.
Fördelen med att använda per capita istället för totala värden är att det går att jämföra olika stora grupper på ett representativt sätt, till exempel vid jämförelse av antal katter per capita mellan olika länder.

## Risker vid användande av måttet
Eftersom per capita är ett genomsnitt påverkas det i högre grad av extremvärden än vad medianvärdet gör, vilket betyder att vid mätningar av exempelvis individers inkomst kan de två värdena ge olika bilder av läget: Om 10000 individer har en inkomst mellan 9.000 och 11.000 kr kanske medelvärdet och medianvärdet ligger rätt nära 10.000 kr, dvs. man får både av medianan och medelvärdet den rättvisa bilden, att genomsnittspersonen måste klara sig på ca. 10.000 kr. Om emellertid en av individerna har en inkomst på 50.000.000 kr ”fördelas” dessa pengar på alla individer vid medelvärdesberäkningen, vilket betyder att inkomsten per capita nu är ca. 15.000 kr. Den genomsnittliga individen har nu alltså (statistiskt sett) plötsligt 15.000 kr till sitt förfogande, en betraktelse som kan ge en något snedvriden bild av hur det verkligen ser ut i populationen. Medianen (det värde där ungefär lika många individers inkomst ligger under som över) bland individerna skulle istället fortfarande ligga runt 10.000 kr, något som troligtvis ligger närmare ”sanningen”.